# Théâtre philharmonique de Vérone
Le Teatro Filarmonico ou théâtre philharmonique de Vérone est le théâtre d'opéra principal de la ville de Vérone, en Italie, et est probablement l'un des opéras les plus importants d'Europe. 
Le théâtre philharmonique a été construit en 1716 et reconstruit après l'incendie du 21 janvier 1749 et de nouveau après le bombardement allié du 23 février 1945. Le théâtre est depuis sa création la propriété de l'Accademia Filarmonica di Verona mais est néanmoins utilisé par la fondation de l'Arène de Vérone comme siège de la saison lyrique hivernale.

## Histoire
Au début du XVIIIe siècle il a été décidé de construire un grand théâtre destiné à l'opéra. Les travaux débutent en 1716 et durent 13 ans. L'inauguration a lieu le 6 janvier 1732, avec la dramatique pastorale Fida Ninfa d'Antonio Vivaldi, d'après le livret de Scipion Maffei. La saison d'opéra devient célèbre faisant la renommée du théâtre, mais le 21 janvier 1749, un incendie provoque sa destruction. Reconstruit, le théâtre est ré-inauguré en 1754 avec l'opéra Lucio Vero du compositeur napolitain Perez Davide qui ne connut qu'un succès limité.
Au cours du XVIIIe siècle, pendant l'invasion française, une longue série de spectacles ont lieu dans le théâtre, comme la Cantate per la Santa Alleanza (« Cantate pour la Sainte-Alliance ») de Gioachino Rossini.
Le théâtre accueille de nombreux chanteurs internationaux, et parmi son répertoire figurent les œuvres les plus célèbres du mélodrame italien et étranger.
Dans la nuit du 23 février 1945, le théâtre s'effondre sous les bombardements anglo-américains. L'Orchestre philharmonique de l'Académie annonce sa reconstruction à l'identique. 
Après une longue procédure et au projet de l'architecte Vittorio Filippini, le théâtre est finalement inauguré en 1975, avec l'opéra Falstaff, d'Antonio Salieri.
Encore aujourd'hui, le théâtre accueille les spectacles de la saison d'hiver, des ballets et des concerts. Son répertoire d'opéras comporte les plus célèbres opéras italiens et internationaux (La sonnambula, Le Barbier de Séville, Tosca...) et d'autres œuvres comme Un jour du royaume, Manon Lescaut d'Auber, de Loreley Catalani ...).

## Architecture
La structure actuelle du théâtre est le résultat de la reconstruction après la Seconde Guerre mondiale. Les lignes architecturales sont le résultat de la reprise des dessins originaux de Francesco Galli da Bibbiena.
Le théâtre à l'origine se compose d'une salle « à  l'italienne » avec cinq étages de loges décorées avec des feuilles et de coquillages dorés à l'or fin qui descendent graduellement vers la scène pour permettre une bonne vision à l'ensemble des spectateurs.
L'avant-scène possède une ouverture latérale de manière à pouvoir être divisée en trois parties (on retrouve cette caractéristique au théâtre d'Imola).
Après l'incendie de 1749 quelques changements sont effectués : l'avant-scène est réduite grâce à la fermeture des ouvertures latérales ; remaniement des arcs scéniques afin de rendre la scène plus harmonieuse avec les chanteurs ; ajout des gradins de l'avant-scène ; élimination de la descente graduelle et changement des décorations.
Aujourd'hui, le théâtre possède trois rangs de loges, chacune avec une décoration différente dorée, un balcon et une galerie avec la restauration du dispositif de la pente graduelle vers la scène.